# Mario Mandžukić
Mario Mandžukić (phát âm tiếng Serbia-Croatia: [mârio mǎndʒukitɕ]; sinh ngày 21 tháng 5 năm 1986) là một cựu cầu thủ bóng đá kiêm huấn luyện viên bóng đá chuyên nghiệp người Croatia từng thi đấu ở vị trí tiền đạo cắm. Khi còn thi đấu, anh nổi tiếng nhờ lối chơi giàu thể lực, sự năng nổ và khả năng không chiến tốt.
Anh bắt đầu sự nghiệp của mình ở câu lạc bộ quê hương Marsonia từ nơi anh chuyển đến hai câu lạc bộ bóng đá thủ đô của Croatia, lần đầu tiên gia nhập NK Zagreb và sau đó ký hợp đồng với Dinamo Zagreb vào năm 2007, nơi anh là tay săn bàn hàng đầu của Prva HNL trong mùa giải 2008–09 . Ghi bàn phong độ của anh ấy đã giúp anh ấy được chuyển đến VfL Wolfsburg vào năm 2010. Sau một số màn trình diễn ấn tượng tại UEFA Euro 2012, nơi anh ấy là đồng Vua phá lưới, anh ấy đã được ký hợp đồng với Bayern Munich. Trong mùa giải đầu tiên của mình với câu lạc bộ, anh ấy đã giành được ba danh hiệu; Bundesliga, DFB-Pokal và UEFA Champions League, đồng thời trở thành người Croatia đầu tiên ghi bàn trong trận chung kết Champions League. Sau khi giành cú đúp quốc nội vào mùa giải tiếp theo, anh ấy rời Bayern đến Atlético Madrid vào năm 2014, và một mùa giải sau đó được Juventus ký hợp đồng với giá 19 triệu euro, nơi anh ấy giành được cú đúp quốc nội trong ba mùa giải đầu tiên, tiếp theo là một chức vô địch khác sau đó. năm. Trong trận Chung kết Champions League 2017, anh ấy đã ghi bàn thắng thứ hai trong trận chung kết Champions League, một cú đá từ trên cao qua đầu thủ môn, giúp anh ấy giành được giải thưởng Bàn thắng đẹp nhất mùa của UEFA. Mandžukić rời Juventus vào tháng 12 năm 2019 để đến Al-Duhail bên phía Qatar; Tuy nhiên, sau khi vật lộn để thích nghi, anh đã chấm dứt hợp đồng và trở lại Ý vào tháng 1 năm 2021, ký hợp đồng với AC Milan . Anh nghỉ hưu vào tháng 9 cùng năm, mặc dù nhận được hai đề nghị ký hợp đồng với các câu lạc bộ dưới dạng cầu thủ tự do.
Ở cấp độ quốc tế, Mandžukić được ra mắt đội tuyển Croatia vào tháng 11 năm 2007 dưới sự dẫn dắt của huấn luyện viên Slaven Bilić. Anh đã tham gia bốn giải đấu lớn cùng đội tuyển quốc gia của mình, Euro 2012, World Cup 2014, Euro 2016 và World Cup 2018, lọt vào trận chung kết của giải đấu thứ hai, sau đó anh giã từ sự nghiệp thi đấu quốc tế. Tổng cộng, anh ấy đã có 89 lần ra sân quốc tế, và với 33 bàn thắng, anh ấy là cầu thủ ghi nhiều bàn thắng thứ hai cho đội tuyển quốc gia Croatia mọi thời đại, sau Davor Šuker. Anh được vinh danh là Cầu thủ bóng đá Croatia của năm vào năm 2012 và 2013.

## Sự nghiệp câu lạc bộ

### Sự nghiệp đội trẻ và những ngày đầu sự nghiệp
Mandžukić bắt đầu chơi bóng ở Đức , nơi anh và cha mẹ chuyển đến do Chiến tranh giành độc lập của Croatia .  Năm 1992, anh gia nhập câu lạc bộ Đức TSF Ditzingen , gần Stuttgart . Khi trở về quê hương của mình, Croatia mới độc lập , anh đã trải qua khoảng thời gian từ năm 1996 đến 2003 tại NK Marsonia trước khi dành một mùa giải tại thành phố NK Željezničar. Mùa giải tiếp theo, anh trở lại Marsonia và vào mùa hè năm 2005, anh chuyển đến NK Zagreb .

### Dinamo Zagreb

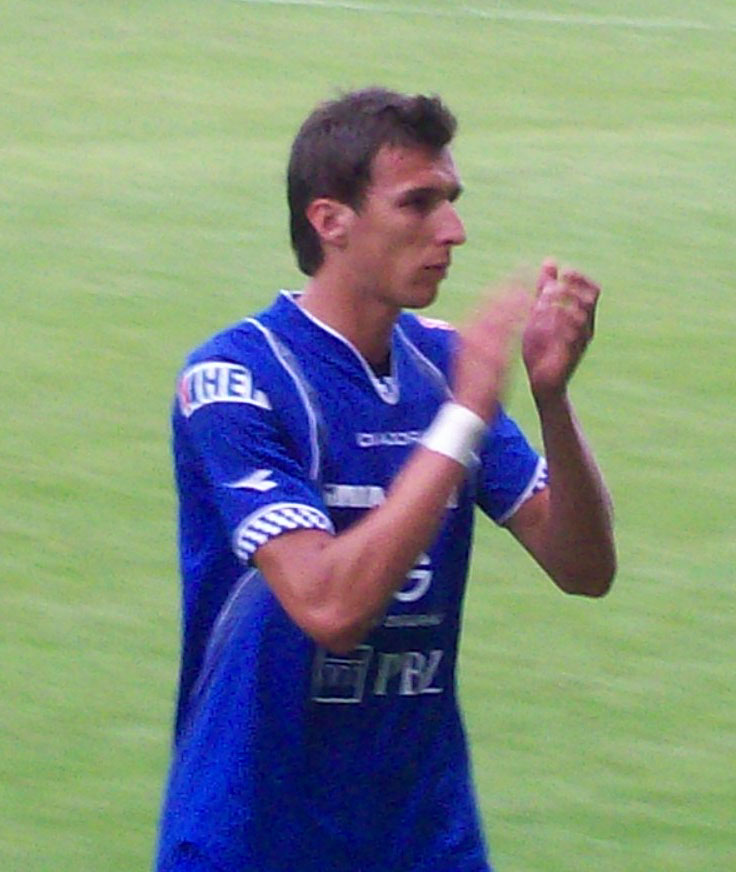
Mandžukić chơi cho Dinamo Zagreb vào tháng 7 năm 2008.

Vào mùa hè năm 2007, Mandžukić được đội bóng Croatia Dinamo Zagreb mua với giá 1,3 triệu euro để thay thế cho tiền đạo ngôi sao đang khoác áo Arsenal, Eduardo da Silva. Khi đến, anh ấy đã cố gắng đảm bảo vị trí của mình khi bắt đầu ở vị trí thứ 11, chủ yếu chơi ở vị trí tiền đạo thứ hai. Vào ngày 4 tháng 10 năm 2007, anh đã có một màn trình diễn ấn tượng trước AFC Ajax ở Amsterdam khi ghi hai bàn thắng trong hiệp phụ để đảm bảo chiến thắng 2-3 trên sân khách của Dinamo, khi Dinamo vượt qua vòng bảng UEFA Cup 2007–08. Anh kết thúc mùa giải đầu tiên tại Dinamo với 12 bàn thắng và 11 pha kiến tạo trong suốt 29 trận đấu, nhưng cũng có thành tích kỷ luật kém khi nhận tám thẻ vàng.
Anh bắt đầu mùa giải 2008–09 với hai bàn thắng vào lưới Linfield ở vòng loại UEFA Cup. Tại Prva HNL 2008–09, Mandžukić là cây săn bàn hàng đầu của giải đấu, ghi 16 bàn sau 28 lần ra sân. Anh ấy cũng đã ghi ba bàn trong mùa giải của UEFA Cup. Đây cũng là mùa giải thăng hoa của anh ấy trong đội tuyển quốc gia Croatia, khi anh ấy đã có 8 lần khoác áo các trận đấu vòng loại FIFA World Cup 2010 . Sau khi mùa giải 2008–09 kết thúc, anh được liên kết với đội bóng Đức Werder Bremen, nhưng lời đề nghị trị giá 12 triệu euro đã bị hội đồng quản trị Dinamo từ chối, những người cho rằng giá trị của Mandžukić ít nhất là 15 triệu euro. Anh bắt đầu mùa giải 2009–10 bằng việc ghi một bàn thắng trong trận play-off Champions League với Red Bull Salzburg. Mandžukić nhận thẻ đỏ ở những phút cuối trận. Sau khi nói với trọng tài rằng anh ta đã bị trúng cái chai mà ai đó ném từ trên khán đài xuống, ông ta đã rút thẻ vàng thứ hai và loại anh ta ra khỏi trận đấu. Vào ngày 17 tháng 9 năm 2009, sau khi Dinamo thua 0-0 trên sân nhà trước Anderlecht ở Europa League, Mandžukić đã bị phạt 100.000 euro sau khi bị buộc tội cố gắng kém. Đây là lần đầu tiên trong lịch sử câu lạc bộ có một cầu thủ bị phạt về tài chính. Vào ngày 20 tháng 9, Mandžukić đã dẫn dắt Dinamo giành chiến thắng 6–0 trước HNK Rijeka tại Prva HNL. Trong một cuộc phỏng vấn sau trận đấu, Mandžukić đã bác bỏ mọi suy đoán về việc anh ấy sẽ rời câu lạc bộ sau án phạt, nói rằng đó là ước mơ thời thơ ấu của anh ấy với đội trưởng đội Dinamo và anh ấy sẽ cố gắng hết sức trong bất kỳ trận đấu nào anh ấy chơi cho câu lạc bộ. Trong mùa giải đó, anh đã ra sân trong 24 trận đấu tại giải VĐQG, ghi được 14 bàn thắng. Anh ấy cũng đã xuất hiện trong 5 trận đấu ở Europa League.

### VfL Wolfsburg
Ngày 14 tháng 7 năm 2010, Mandžukić chuyển đến VfL Wolfsburg với giá 7 triệu euro. Khi cập bến đội bóng mới, trong nửa đầu của mùa giải 2010–11, anh ấy chơi thường xuyên nhưng chủ yếu vào sân thay người. Khi đó, anh chủ yếu được sử dụng ở vị trí tiền vệ cánh trái dưới thời HLV Steve McClaren, người chỉ chơi với một tiền đạo duy nhất là Edin Džeko. Tuy nhiên, mọi thứ đã thay đổi đối với Mandžukić sau sự ra đi của Džeko đến Manchester City vào tháng 1 năm 2011. Mandžukić ghi bàn thắng đầu tiên tại Bundesliga cho Wolfsburg vào ngày 26 đấu với 1. FC Nürnberg dưới sự dẫn dắt của huấn luyện viên tạm quyền Pierre Littbarski. Khi có sự xuất hiện của người quản lý Felix Magath, Mandžukić được chơi ở vị trí tiền đạo cắm. Trong bảy trận đấu cuối cùng của mùa giải quốc nội, anh ấy đã ghi tám bàn thắng, hai trong số đó đến trong trận đấu cuối cùng với TSG 1899 Hoffenheim, và rất quan trọng cho câu lạc bộ khi họ tránh xuống hạng. Trong mùa giải thứ hai của mình ở Wolfsburg, anh ấy đã trở thành một cầu thủ thường xuyên ở Bundesliga và là cầu thủ ghi nhiều bàn thắng nhất cho câu lạc bộ với 12 bàn thắng. Trong hai năm ở Wolfsburg, anh đã ghi 20 bàn sau 56 lần ra sân, trở thành một trong những cầu thủ xuất sắc nhất của Wolfsburg trong thời gian ở lại và nhanh chóng trở thành cầu thủ được yêu thích nhất nhờ khả năng và thái độ ghi bàn của anh.

### Bayern Munich
Vào ngày 26 tháng 6, Mandžukić đã ký hợp đồng với câu lạc bộ Bundesliga Bayern Munich với phí chuyển nhượng 13 triệu euro, đang chờ kiểm tra y tế, sau màn trình diễn ấn tượng của anh ấy tại UEFA Euro 2012 ở Ukraine và Ba Lan, và vì phong độ tuyệt vời của anh ấy cho Wolfsburg ở Bundesliga. Vào ngày 27 tháng 6, vụ chuyển nhượng đã được chính thức công bố bởi Bayern Munich.

#### Mùa giải 2012–13

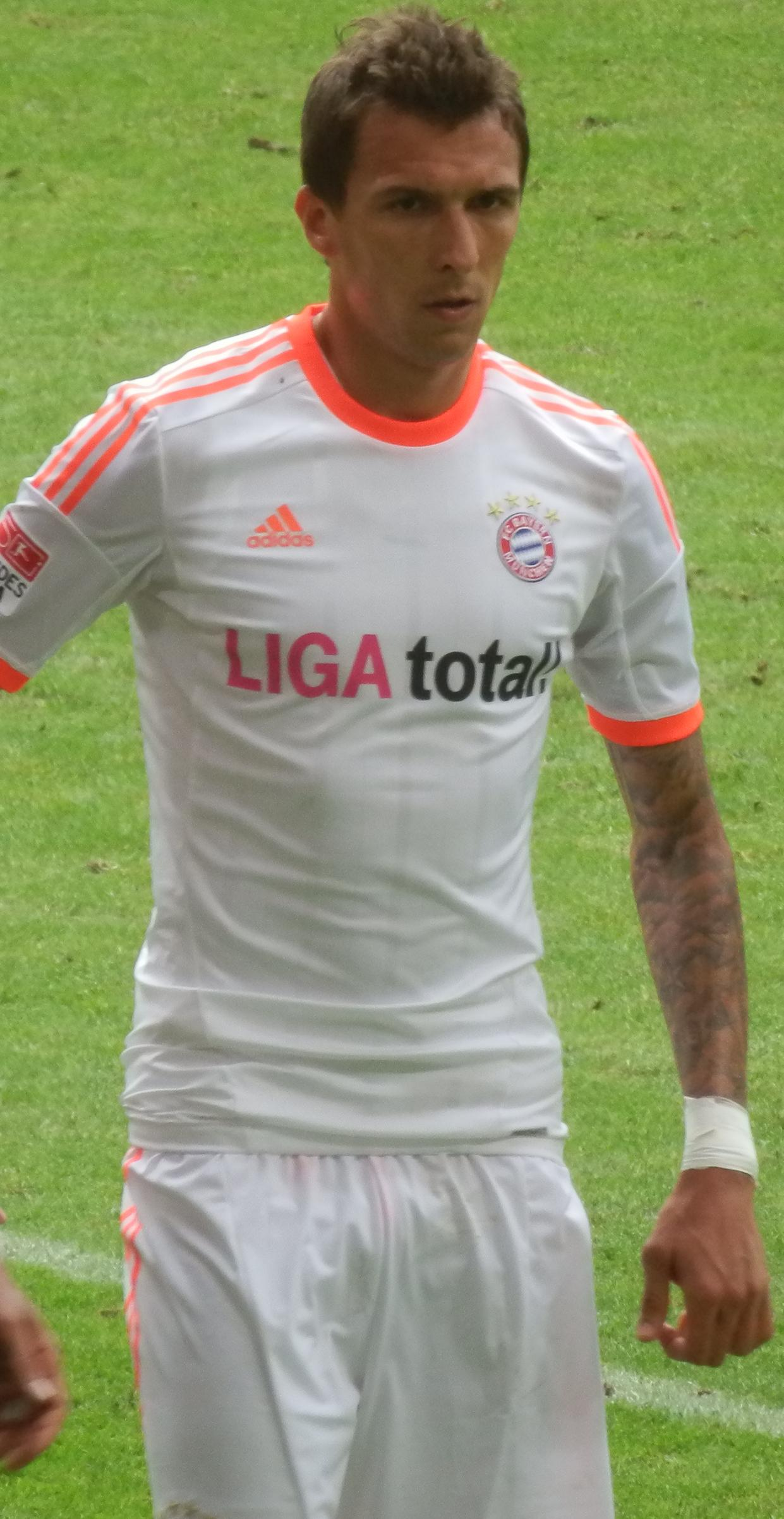
Mandžukić chơi cho Bayern Munich vào tháng 8 năm 2012.

Vào ngày 24 tháng 7 năm 2012, Mandžukić có trận ra mắt cho Bayern trong chiến thắng 6–0 trước đội bóng thi đấu tại Chinese Super League Bắc Kinh Quốc An, ghi bàn thắng thứ năm trong trận giao hữu ở phút 79. Vào ngày 12 tháng 8, anh ghi bàn thắng đầu tiên trong trận đấu chính thức với nhà đương kim vô địch Bundesliga Borussia Dortmund ở phút thứ sáu, giúp đội của anh giành được Siêu cúp Đức. Anh ghi bàn thắng đầu tiên tại giải đấu cho Bayern trước Greuther Fürth vào ngày đầu tiên và ghi thêm bàn nữa vào ngày tiếp theo trong chiến thắng 6–1 trước VfB Stuttgart. Anh tiếp tục ghi hai bàn vào lưới đội bóng cũ Wolfsburg.
Mandžukić sau đó ghi thêm 4 bàn trong 5 trận nữa tại Bundesliga, nâng tổng số bàn thắng của anh lên 9 bàn sau 11 trận ở giải hạng nhất nước Đức. Sau kỳ nghỉ đông Bundesliga, Mandžukić tiếp tục với hoạt động ghi bàn của mình, ghi thêm ba bàn trong hai trận đầu tiên, trước Greuther Fürth và Stuttgart. Anh ghi một cú đúp nữa vào lưới 1. FSV Mainz 05. Anh ấy đã kết thúc mùa giải Bundesliga đầu tiên với Bayern với tư cách là cầu thủ ghi nhiều bàn thắng nhất của câu lạc bộ, ghi tổng cộng 15 bàn thắng sau 24 trận đấu và có tác động lớn trong việc giành chức vô địch Bundesliga. Anh ghi bàn thắng đầu tiên trong mùa giải Champions League trong trận đấu với Arsenal ở vòng 16 đội. Anh ấy ghi bàn khác trong trận tứ kết với Juventus ở Turin, đưa Bayern dẫn trước 0–1. Vào ngày 25 tháng 5, Bayern đối đầu với Borussia Dortmund trong trận Chung kết UEFA Champions League 2013 và Mandžukić ghi bàn thắng đầu tiên của trận đấu, giúp Bayern dẫn trước 1-0 ở phút 60. Bayern tiếp tục giành chiến thắng với tỷ số 2-1 sau bàn thắng muộn của Arjen Robben. Với bàn thắng này, Mandžukić trở thành cầu thủ Croatia đầu tiên ghi bàn trong một trận chung kết Champions League và nó đã giới hạn mùa giải đầu tiên rất thành công của anh ấy ở Munich, khi câu lạc bộ hoàn thành cú ăn ba mùa giải, giành chức vô địch Bundesliga, Champions League và DFB- Pokal, cũng như Siêu cúp Đức khi bắt đầu chiến dịch ở đầu mùa giải.

#### Mùa giải 2013–14
Mandžukić bắt đầu mùa giải đầu tiên một cách chậm chạp, gặp phải những vấn đề nhỏ trong việc điều chỉnh hệ thống của tân huấn luyện viên Bayern, Pep Guardiola. Guardiola đã thay đổi sơ đồ đội hình của Bayern từ 4–2–3–1 mà họ đã sử dụng trước đây dưới thời Jupp Heynckes sang một sơ đồ mới 4–1–4–1. Mặc dù mất một chút thời gian để điều chỉnh, nhưng Mandžukić đã lấy lại phong độ của mình để kịp thời thi đấu. Anh ấy đã mở đầu mùa giải mới tại Bundesliga bằng cách ghi hai bàn sau hai lần ra sân tại giải đấu. Mandžukić ghi bàn thắng đầu tiên tại Champions League trong mùa giải khi Bayern Munich bắt đầu bảo vệ danh hiệu Champions League trước CSKA Moskva với chiến thắng 3–0 tại Allianz Arena. Anh ấy đánh đầu dũng mãnh ghi bàn duy nhất khi Bayern đánh bại FC Viktoria Plzeň vào tháng 11 để bước vào kỷ lục vòng loại trực tiếp UEFA Champions League lần thứ chín liên tiếp. Mandžukić đã ghi bàn thắng thứ 10 trong mùa giải Bundesliga mới trong trận đấu vào tháng 12 với Hamburger SV.
Trong trận bán kết đầu tiên của FIFA Club World Cup 2013, Mandžukić lao xuống đánh đầu từ quả tạt của Thiago Alcântara vào khung thành 2–0 trước Quảng Châu Hằng Đại. Cuối cùng anh ấy đã giành chiến thắng trong cuộc cạnh tranh với Bayern sau trận chung kết với Raja Casablanca, kết thúc với chiến thắng 2–0. Vào kỳ nghỉ đông Bundesliga, Mandžukić đã bị loại khỏi danh sách 18 người của Bayern trước trận đấu với Borussia Mönchengladbach, và Guardiola được cho là không ấn tượng với màn trình diễn của anh ấy trong buổi tập. Anh trở lại đội hình chính trong trận đấu tiếp theo gặp VfB Stuttgart. Một tuần sau, gặp Eintracht Frankfurt, Mandžukić đã đáp trả bằng một màn trình diễn chỉ huy trong chiến thắng 5–0 của Bayern, ghi bàn thắng cuối cùng của trận đấu và chuyền chính xác cho Mario Götze mở tỷ số. Vào ngày 12 tháng 2, Mandžukić ghi hat-trick đầu tiên trong mùa giải, khi Bayern Munich dễ dàng tiến vào bán kết DFB-Pokal với chiến thắng 5–0 trước Hamburger SV. Trong trận đấu với Hannover 96, Mandžukić đã kỷ niệm 100 lần ra sân ở Bundesliga bằng cách đón đường chuyền của Rafinha để hoàn thành mục tiêu. Mặc dù là cầu thủ ghi nhiều bàn thắng nhất của câu lạc bộ với 26 bàn thắng, Mandžukić đã bị Guardiola loại khỏi đội hình trước Chung kết DFB-Pokal 2014. Mandžukić nói rằng anh ấy muốn rời Bayern vì "phong cách chơi của huấn luyện viên Pep Guardiola đơn giản là không phù hợp với anh ấy".

### Atlético Madrid

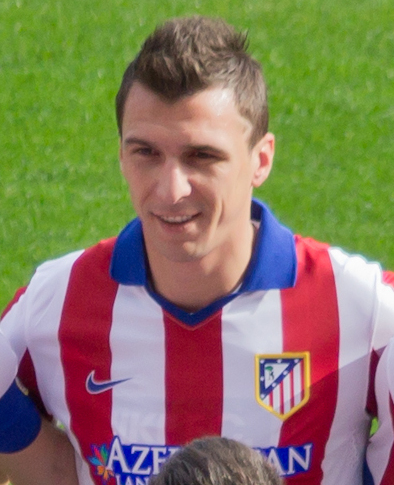
Mandžukić với Atlético Madrid vào tháng 10 năm 2014.

Vào ngày 10 tháng 7 năm 2014, Mandžukić ký hợp đồng 4 năm với câu lạc bộ Tây Ban Nha Atlético Madrid với mức phí không được tiết lộ. Vào ngày 24 tháng 7, Mandžukić đã được ra mắt người hâm mộ Atlético Madrid tại Vicente Calderón, với chiếc áo số 9. Anh có trận ra mắt trong trận lượt đi Supercopa de España 2014 vào ngày 19 tháng 8, trận hòa 1-1 trước Real Madrid, trong đó anh chơi 78 phút trước khi bị thay thế bởi Raúl Jiménez. Trong trận lượt về tại Vicente Calderón, Mandžukić đã ghi bàn thắng đầu tiên cho câu lạc bộ, ghi bàn thắng quyết định chỉ sau hai phút. Đó là bàn thắng nhanh nhất trong giải đấu.
Mandžukić ghi bàn thắng đầu tiên ở giải đấu vào lưới SD Eibar, vào ngày 30 tháng 8, khi Atlético ghi chiến thắng đầu tiên của họ trong mùa giải Primera División mới.  Trong trận mở màn của chiến dịch Champions League mới, gặp Olympiakos, Mandžukić thu thập đường chuyền của Cristian Ansaldi và đánh đầu vào góc thấp khung thành để nâng tỷ số lên 1–2, chung cuộc thua 2-3. Mandžukić đã giúp Atlético tiến trong khoảng cách hai điểm so với các đội dẫn đầu La Liga là Barcelona và Sevilla vào ngày 26 tháng 10 khi anh tận dụng đường chuyền của Arda Turan để ghi bàn thắng duy nhất trong chiến thắng trước Getafe.
Sau khi trở lại hoạt động thể thao, anh ấy đã đi từ sức mạnh này sang sức mạnh khác, ghi 14 bàn thắng trên mọi đấu trường trước kỳ nghỉ đông - bao gồm một cú hat trick kinh hoàng vào lưới Olympiakos trong trận lượt về vòng bảng tại Calderon vào ngày 26 tháng 11, đảm bảo một suất. ở vòng loại trực tiếp Champions League. Mandžukić đã ghi bàn thắng thứ 11 ở La Liga của mùa giải trong lần ra sân thứ 19, trong chiến thắng ấn tượng 4–0 của Los Colchoneros trước đối thủ hàng xóm Real Madrid trong trận derby giải đấu thứ hai trong mùa giải, khi các nhà phân tích thể thao lưu ý rằng Mandžukić đã đặt một trong những trung phong tuyệt vời - những màn trình diễn đơn giản được thấy ở La Liga trong những năm gần đây, góp phần tạo nên mọi thứ tốt đẹp cho đội bóng của anh ấy trước khi đặt dấu chấm lên chiếc bánh với vị trí thứ tư tốt. Tổng cộng, Mandžukić đã ghi được 20 bàn sau 43 lần ra sân trong mùa giải duy nhất của anh ấy ở Madrid, phù hợp với hình ảnh của một cầu thủ ghi bàn chăm chỉ và đã được chứng minh.

### Juventus
Vào ngày 22 tháng 6 năm 2015, nhà vô địch Serie A Juventus thông báo rằng Mandžukić đã gia nhập câu lạc bộ từ Atlético Madrid theo hợp đồng bốn năm với mức phí 19 triệu euro phải trả trong ba đợt, bao gồm thêm 2 triệu euro có thể có trong các tiện ích bổ sung liên quan đến hiệu suất.

#### Mùa giải 2015–16
Vào ngày 8 tháng 8, anh ghi bàn mở tỷ số ở phút 69 cho Juventus bằng cú đánh đầu vào lưới Lazio ở Supercoppa Italiana 2015, trong chiến thắng 2–0 tại Thượng Hải. Vào ngày 23 tháng 8 năm 2015, anh có trận ra mắt giải đấu chính thức cho Juventus, bắt đầu và chơi trọn vẹn 90 phút trong trận thua 0-0 trước Udinese, trong trận đấu đầu tiên của mùa giải Serie A 2015–16.
Vào ngày 21 tháng 9 năm 2015, có thông tin xác nhận rằng Mandžukić sẽ phải nghỉ thi đấu 3 tuần sau chấn thương đùi một ngày trước đó trong chiến thắng 2–0 trước Genoa. Tuy nhiên, anh ấy trở lại sớm, ghi bàn thắng đầu tiên cho Juventus, và tạm thời gỡ hòa, khi đội đến từ phía sau giành chiến thắng 2-1 trên sân khách trước Manchester City , trong trận mở màn vòng bảng Champions League, vào ngày 15 tháng 9 năm 2015. Vào ngày 25 tháng 10 năm 2015, Mandžukić ghi bàn thắng cuối cùng trong chiến thắng 2–0 trên sân nhà của Juventus trước Atalanta ở phút 49; đây là bàn thắng đầu tiên của anh ấy ở Serie A trong lần ra sân thứ 6 của anh ấy với câu lạc bộ.  Anh ấy lại ghi bàn hai trận sau đó, giúp Juventus đánh bại Empoli 3–1. Vào ngày 25 tháng 11 năm 2015, Mandžukić đã ghi bàn thắng quyết định trong chiến thắng 1–0 trên sân nhà trước Manchester City ở trận lượt về vòng bảng Champions League, để đảm bảo cho câu lạc bộ một suất vào vòng 16. Do cho những bàn thắng quan trọng này, cũng như một bàn khác trong chiến thắng 3–0 trước Palermo vào ngày 29 tháng 11,  anh được bầu chọn là cầu thủ Juventus của tháng cho tháng 11 năm 2015.  Vào ngày 27 tháng 1 năm 2016, Mandžukić duy trì một cơ chấn thương trong trận bán kết đầu tiên của Coppa Italia với Inter Milan, đặt anh ta bên lề trong bốn tuần. Ban đầu người ta lo ngại rằng anh ấy sẽ bỏ lỡ trận lượt đi vòng 16 đội Champions League với đội bóng cũ của anh ấy, Bayern Munich.  Tuy nhiên, anh ấy đã trở lại hành động sớm hơn dự kiến, bắt đầu từ trận đấu với Bayern vào ngày 23 tháng 2, và lập công cho Paulo Dybala trong trận hòa 2–2 trên sân nhà.

#### Mùa giải 2016–17

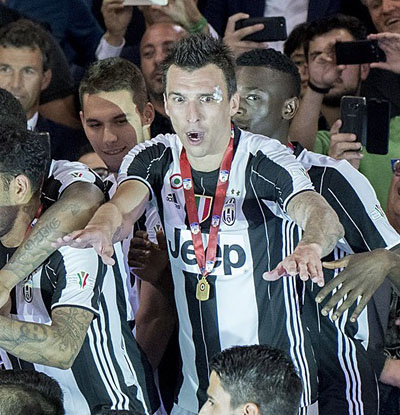
Mandžukić với Juventus sau trận chung kết Coppa Italia 2017.

Mùa giải thứ hai của Mandžukić với Juventus đặc biệt đáng chú ý, vì anh ấy thường bị huấn luyện viên Massimiliano Allegri của câu lạc bộ đánh mất vị trí; trong suốt mùa giải 2016–17, anh ấy chủ yếu hoạt động như một cầu thủ chạy cánh trái, thay vì là một tiền đạo cắm, vị trí mà anh ấy thường đảm nhiệm trong quá khứ. Mặc dù tỷ lệ ghi bàn của anh ấy giảm xuống, nhưng anh ấy đã thu hút được lời khen ngợi trên các phương tiện truyền thông về tốc độ làm việc, sự linh hoạt, tính nhất quán và chất lượng cao tổng thể của màn trình diễn của anh ấy trong vai trò mới này.  Vào ngày 25 tháng 5 năm 2017, Mandžukić ký gia hạn hợp đồng sẽ giữ anh ở lại câu lạc bộ cho đến năm 2020. Vào ngày 3 tháng 6, Mandžukić xuất phát trong trận Chung kết Champions League. Anh ấy ghi bàn thắng gỡ hòa ở phút 27, chỉ bảy phút sau bàn thắng của Cristiano Ronaldo giúp Real Madrid vượt lên dẫn trước. Mandžukić đỡ bóng từ Gonzalo Higuaín và móc bóng qua vai từ 15 thước Anh (14 m), làm tung lưới Keylor Navas. Bàn thắng này được bình chọn là một trong những bàn thắng đẹp nhất từng ghi trong một trận chung kết Champions League, và được so sánh với bàn thắng của Zinédine Zidane trong trận chung kết năm 2002 cho Real Madrid; nhưng Juventus cuối cùng bị đánh bại 4–1. Bàn thắng từ cú đá xe đạp chổng ngược của Mandžukić vào lưới Real Madrid đã giành được giải thưởng Bàn thắng đẹp nhất mùa giải 2016–17 của UEFA.

#### Mùa giải 2017–18
Vào ngày 31 tháng 10 năm 2017, Mandžukić có trận đấu thứ 100 cho Juventus trong trận hòa 1-1 trên sân khách trước Sporting tại UEFA Champions League. Vào ngày 11 tháng 4 năm 2018, anh ghi hai bàn trong chiến thắng 3–1 trên sân khách trước Real Madrid ở tứ kết Champions League. Bàn thắng đầu tiên được ghi sau 76 giây trở thành bàn thắng nhanh nhất mà Real Madrid để thủng lưới trong trận đấu trên sân nhà tại Champions League và là cầu thủ đối phương đầu tiên ghi được cú đúp trong hiệp một trong một trận đấu tại Champions League tại Bernabeu.

#### Mùa giải 2018–19
Vào ngày 25 tháng 8 năm 2018, Mandžukić ghi bàn thắng đầu tiên trong mùa giải 2018–19 trong chiến thắng 2–0 trên sân nhà trước Lazio. Vào ngày 6 tháng 10, anh có trận đấu thứ 100 tại Serie A cùng câu lạc bộ trong chiến thắng 2–0 trước Udinese, khơi mào bàn thắng thứ hai của trận đấu cho Cristiano Ronaldo lập công. Vào ngày 24 tháng 11, Mandžukić làm đội trưởng đội lần đầu tiên trong chiến thắng 2–0 trên sân nhà trước SPAL, ghi bàn thắng thứ sáu trong mùa giải. Ba ngày sau, vào ngày 27 tháng 11, anh ghi bàn thắng đầu tiên trong mùa giải Champions League trong chiến thắng 1–0 trên sân nhà trước Valencia, với đường kiến tạo của Cristiano Ronaldo. Báo chí Ý La Gazzetta dello Sport và La Stampa ghi nhận sự cộng sinh đang nổi lên giữa Mandžukić và Ronaldo, được mô tả như một sự kết hợp bất ngờ giữa sức mạnh và kỹ năng. Vào ngày 4 tháng 4 năm 2019, Mandžukić gia hạn hợp đồng với Juventus đến năm 2021.

### Al-Duhail
Với sự xuất hiện của tân huấn luyện viên Juventus, Maurizio Sarri vào mùa hè năm 2019, Mandžukić đã phải ngồi ngoài sau khi bị loại khỏi kế hoạch của huấn luyện viên. Do đó, anh cũng bị loại khỏi đội hình tham dự Champions League của Juventus, bên cạnh người đồng đội Emre Can. Sau khi không thể ra sân một lần cho câu lạc bộ trong mùa giải 2019–20, anh đã đồng ý gia nhập Al-Duhail bên phía Qatar vào ngày 24 tháng 12. Vào ngày 29 tháng 12, vụ chuyển nhượng chính thức được thực hiện.
Anh ra mắt giải đấu vào ngày 4 tháng 1 năm 2020 trong trận hòa không bàn thắng với Qatar SC. Anh ghi bàn thắng đầu tiên cho câu lạc bộ vào ngày 10 tháng 1 trong chiến thắng 2–0 trước Al-Sailiya ở Cúp Qatar. Vào ngày 11 tháng 2 năm 2020, anh ra mắt và ghi bàn thắng đầu tiên ở AFC Champions League, ghi bàn mở tỷ số trong chiến thắng 2–0 trên sân nhà trước Persepolis ở vòng bảng. Vào ngày 5 tháng 7 năm 2020, sau mười lần ra sân và ghi được hai bàn thắng chung cuộc, Mandžukić chấm dứt hợp đồng với đội Qatar theo sự đồng ý của đôi bên.

### AC Milan
Sau khi chấm dứt hợp đồng, một số câu lạc bộ đã bày tỏ sự quan tâm muốn ký hợp đồng với Mandžukić, bao gồm Fenerbahçe, Beşiktaş, Lokomotiv Moscow, AC Milan, Benevento, Hellas Verona, Fiorentina, Aston Villa, Wolverhampton Wanderers, Marseille, Wolfsburg, Hertha Berlin và Schalke 04.
Vào ngày 19 tháng 1 năm 2021, Mandžukić gia nhập câu lạc bộ Milan ở Serie A theo hợp đồng đến hết mùa giải, với tùy chọn thêm một năm. Anh có trận ra mắt giải đấu vào ngày 23 tháng 1 trong trận thua 0-3 trước Atalanta. Do chấn thương tái phát làm suy giảm thể trạng cùng phong độ không tốt, Mandžukić chỉ có 11 lần ra sân cho Milan, chủ yếu là từ ghế dự bị, mà không ghi được bàn thắng nào. Vào ngày 24 tháng 5 năm 2021, Mandžukić tuyên bố rời Milan do ban lãnh đạo câu lạc bộ quyết định không gia hạn hợp đồng với anh.
Vào ngày 3 tháng 9 năm 2021, Mandžukić tuyên bố giải nghệ sau 19 năm thi đấu chuyên nghiệp.

## Thống kê sự nghiệp

### Câu lạc bộ
| Câu lạc bộ          | Mùa giải            | Giải vô địch        | Giải vô địch | Giải vô địch | Cúp quốc gia | Cúp quốc gia | Châu lục | Châu lục | Khác | Khác | Tổng cộng | Tổng cộng |
| Câu lạc bộ          | Mùa giải            | Hạng đấu            | Trận         | Bàn          | Trận         | Bàn          | Trận     | Bàn      | Trận | Bàn  | Trận      | Bàn       |
| ------------------- | ------------------- | ------------------- | ------------ | ------------ | ------------ | ------------ | -------- | -------- | ---- | ---- | --------- | --------- |
| Marsonia            | 2004–05             | Druga HNL           | 23           | 14           | —            | —            | —        | —        | —    | —    | 23        | 14        |
| NK Zagreb           | 2005–06             | Prva HNL            | 28           | 3            | —            | —            | —        | —        | —    | —    | 28        | 3         |
| NK Zagreb           | 2006–07             | Prva HNL            | 23           | 11           | 4            | 3            | —        | —        | —    | —    | 27        | 14        |
| NK Zagreb           | 2007–08             | Prva HNL            | —            | —            | —            | —            | 2        | 0        | —    | —    | 2         | 0         |
| NK Zagreb           | Tổng cộng           | Tổng cộng           | 51           | 14           | 4            | 3            | 2        | 0        | —    | —    | 57        | 17        |
| Dinamo Zagreb       | 2007–08             | Prva HNL            | 29           | 12           | 8            | 5            | 10       | 3        | —    | —    | 47        | 20        |
| Dinamo Zagreb       | 2008–09             | Prva HNL            | 28           | 16           | 5            | 5            | 10       | 3        | —    | —    | 43        | 24        |
| Dinamo Zagreb       | 2009–10             | Prva HNL            | 24           | 14           | 3            | 0            | 10       | 3        | —    | —    | 37        | 17        |
| Dinamo Zagreb       | 2010–11             | Prva HNL            | —            | —            | —            | —            | 1        | 2        | —    | —    | 1         | 2         |
| Dinamo Zagreb       | Tổng cộng           | Tổng cộng           | 81           | 42           | 16           | 10           | 31       | 11       | —    | —    | 128       | 63        |
| VfL Wolfsburg       | 2010–11             | Bundesliga          | 24           | 8            | 3            | 0            | —        | —        | —    | —    | 27        | 8         |
| VfL Wolfsburg       | 2011–12             | Bundesliga          | 32           | 12           | 1            | 0            | —        | —        | —    | —    | 33        | 12        |
| VfL Wolfsburg       | Tổng cộng           | Tổng cộng           | 56           | 20           | 4            | 0            | —        | —        | —    | —    | 60        | 20        |
| Bayern Munich       | 2012–13             | Bundesliga          | 24           | 15           | 5            | 3            | 10       | 3        | 1    | 1    | 40        | 22        |
| Bayern Munich       | 2013–14             | Bundesliga          | 30           | 18           | 4            | 4            | 10       | 3        | 4    | 1    | 48        | 26        |
| Bayern Munich       | Tổng cộng           | Tổng cộng           | 54           | 33           | 9            | 7            | 20       | 6        | 5    | 2    | 88        | 48        |
| Atlético Madrid     | 2014–15             | La Liga             | 28           | 12           | 3            | 2            | 10       | 5        | 2    | 1    | 43        | 20        |
| Juventus            | 2015–16             | Serie A             | 27           | 10           | 3            | 0            | 5        | 2        | 1    | 1    | 36        | 13        |
| Juventus            | 2016–17             | Serie A             | 34           | 7            | 4            | 1            | 11       | 3        | 1    | 0    | 50        | 11        |
| Juventus            | 2017–18             | Serie A             | 32           | 5            | 4            | 1            | 6        | 4        | 1    | 0    | 43        | 10        |
| Juventus            | 2018–19             | Serie A             | 25           | 9            | 0            | 0            | 8        | 1        | 0    | 0    | 33        | 10        |
| Juventus            | Tổng cộng           | Tổng cộng           | 118          | 31           | 11           | 2            | 30       | 10       | 3    | 1    | 162       | 44        |
| Al-Duhail           | 2019–20             | Qatar Stars League  | 5            | 0            | 1            | 0            | 2        | 1        | 2    | 1    | 10        | 2         |
| AC Milan            | 2020–21             | Serie A             | 10           | 0            | 0            | 0            | 1        | 0        | —    | —    | 11        | 0         |
| Tổng cộng sự nghiệp | Tổng cộng sự nghiệp | Tổng cộng sự nghiệp | 426          | 166          | 48           | 24           | 96       | 33       | 12   | 5    | 582       | 228       |

1. ↑  Ra sân tại DFL-Supercup
2. ↑  One appearance in DFL-Supercup, one in UEFA Super Cup, two appearances and one goal in FIFA Club World Cup
3. ↑  Appearances in Supercopa de España
4. 1 2 3  Appearance in Supercoppa Italiana
5. ↑  Ra sân tại Qatar Cup

### Quốc tế
Tính đến ngày 15 tháng 7 năm 2018.
| Đội tuyển quốc gia | Năm       | Trận | Bàn |
| ------------------ | --------- | ---- | --- |
| Croatia            | 2007      | 1    | 0   |
| Croatia            | 2008      | 3    | 1   |
| Croatia            | 2009      | 6    | 0   |
| Croatia            | 2010      | 8    | 1   |
| Croatia            | 2011      | 8    | 3   |
| Croatia            | 2012      | 11   | 4   |
| Croatia            | 2013      | 10   | 4   |
| Croatia            | 2014      | 10   | 4   |
| Croatia            | 2015      | 6    | 3   |
| Croatia            | 2016      | 11   | 9   |
| Croatia            | 2017      | 7    | 1   |
| Croatia            | 2018      | 8    | 3   |
| Tổng cộng          | Tổng cộng | 89   | 33  |

#### Bàn thắng quốc tế
Tỷ số và kết quả liệt kê bàn thắng đầu tiên của Croatia
| #   | Ngày                 | Địa điểm                                           | Đối thủ          | Bàn thắng | Kết quả        | Giải đấu                 |
| --- | -------------------- | -------------------------------------------------- | ---------------- | --------- | -------------- | ------------------------ |
| 1.  | 10 tháng 9 năm 2008  | Sân vận động Maksimir, Zagreb, Croatia             | Anh              | 1–3       | 1–4            | Vòng loại World Cup 2010 |
| 2.  | 12 tháng 10 năm 2010 | Sân vận động Maksimir, Zagreb, Croatia             | Na Uy            | 1–1       | 2–1            | Giao hữu                 |
| 3.  | 3 tháng 6 năm 2011   | Sân vận động Poljud, Split, Croatia                | Gruzia           | 1–1       | 2–1            | Vòng loại Euro 2012      |
| 4.  | 11 tháng 10 năm 2011 | Sân vận động Kantrida, Rijeka, Croatia             | Latvia           | 2–0       | 2–0            | Vòng loại Euro 2012      |
| 5.  | 11 tháng 11 năm 2011 | Türk Telekom Arena, Istanbul, Thổ Nhĩ Kỳ           | Thổ Nhĩ Kỳ       | 2–0       | 3–0            | Vòng loại Euro 2012      |
| 6.  | 10 tháng 6 năm 2012  | Sân vận động Miejski, Poznań, Ba Lan               | Cộng hòa Ireland | 1–0       | 3–1            | Euro 2012                |
| 7.  | 10 tháng 6 năm 2012  | Sân vận động Miejski, Poznań, Ba Lan               | Cộng hòa Ireland | 3–1       | 3–1            | Euro 2012                |
| 8.  | 14 tháng 6 năm 2012  | Sân vận động Miejski, Poznań, Ba Lan               | Ý                | 1–1       | 1–1            | Euro 2012                |
| 9.  | 16 tháng 10 năm 2012 | Sân vận động Gradski vrt, Osijek, Croatia          | Wales            | 1–0       | 2–0            | Vòng loại World Cup 2014 |
| 10. | 6 tháng 2 năm 2013   | Craven Cottage, London, Anh                        | Hàn Quốc         | 1–0       | 4–0            | Giao hữu                 |
| 11. | 22 tháng 3 năm 2013  | Sân vận động Maksimir, Zagreb, Croatia             | Serbia           | 1–0       | 2–0            | Vòng loại World Cup 2014 |
| 12. | 6 tháng 9 năm 2013   | Sân vận động Crvena Zvezda, Belgrade, Serbia       | Serbia           | 1–0       | 1–1            | Vòng loại World Cup 2014 |
| 13. | 19 tháng 11 năm 2013 | Sân vận động Maksimir, Zagreb, Croatia             | Iceland          | 1–0       | 2–0            | Vòng loại World Cup 2014 |
| 14. | 18 tháng 6 năm 2014  | Arena da Amazônia, Manaus, Brasil                  | Cameroon         | 3–0       | 4–0            | World Cup 2014           |
| 15. | 18 tháng 6 năm 2014  | Arena da Amazônia, Manaus, Brasil                  | Cameroon         | 4–0       | 4–0            | World Cup 2014           |
| 16. | 4 tháng 9 năm 2014   | Sân vận động Aldo Drosina, Pula, Croatia           | Síp              | 1–0       | 2–0            | Giao hữu                 |
| 17. | 4 tháng 9 năm 2014   | Sân vận động Aldo Drosina, Pula, Croatia           | Síp              | 2–0       | 2–0            | Giao hữu                 |
| 18. | 7 tháng 6 năm 2015   | Sân vận động Anđelko Herjavec, Varaždin, Croatia   | Gibraltar        | 3–0       | 4–0            | Giao hữu                 |
| 19. | 12 tháng 6 năm 2015  | Sân vận động Poljud, Split, Croatia                | Ý                | 1–0       | 1–1            | Vòng loại Euro 2016      |
| 20. | 17 tháng 11 năm 2015 | Sân vận động Olympic, Moscow, Nga                  | Gibraltar        | 3–1       | 3–1            | Giao hữu                 |
| 21. | 26 tháng 3 năm 2016  | Groupama Arena, Budapest, Hungary                  | Hungary          | 1–0       | 1–1            | Giao hữu                 |
| 22. | 4 tháng 6 năm 2016   | Sân vận động Aldo Rujevica, Rijeka, Croatia        | San Marino       | 3–0       | 10–0           | Giao hữu                 |
| 23. | 4 tháng 6 năm 2016   | Sân vận động Aldo Rujevica, Rijeka, Croatia        | San Marino       | 4–0       | 10–0           | Giao hữu                 |
| 24. | 4 tháng 6 năm 2016   | Sân vận động Aldo Rujevica, Rijeka, Croatia        | San Marino       | 5–0       | 10–0           | Giao hữu                 |
| 25. | 6 tháng 10 năm 2016  | Sân vận động Loro Boriçi, Shkodër, Albania         | Kosovo           | 1–0       | 6–0            | Vòng loại World Cup 2018 |
| 26. | 6 tháng 10 năm 2016  | Sân vận động Loro Boriçi, Shkodër, Albania         | Kosovo           | 2–0       | 6–0            | Vòng loại World Cup 2018 |
| 27. | 6 tháng 10 năm 2016  | Sân vận động Loro Boriçi, Shkodër, Albania         | Kosovo           | 3–0       | 6–0            | Vòng loại World Cup 2018 |
| 28. | 9 tháng 10 năm 2016  | Sân vận động Tampere, Tampere, Phần Lan            | Phần Lan         | 1–0       | 1–0            | Vòng loại World Cup 2018 |
| 29. | 15 tháng 11 năm 2016 | Windsor Park, Belfast, Bắc Ireland                 | Bắc Ireland      | 1–0       | 3–0            | Giao hữu                 |
| 30. | 6 tháng 10 năm 2017  | Sân vận động Gradski vrt, Osijek, Croatia          | Phần Lan         | 1–0       | 1–1            | Vòng loại World Cup 2018 |
| 31. | 1 tháng 7 năm 2018   | Sân vận động Nizhny Novgorod, Nizhny Novgorod, Nga | Đan Mạch         | 1–1       | 1–1 (pen: 3–4) | FIFA World Cup 2018      |
| 32. | 10 tháng 7 năm 2018  | Sân vận động Luzhniki, Moscow, Nga                 | Anh              | 2–1       | 2–1            | FIFA World Cup 2018      |
| 33. | 15 tháng 7 năm 2018  | Sân vận động Luzhniki, Moscow, Nga                 | Pháp             | 2–4       | 2–4            | FIFA World Cup 2018      |

## Danh hiệu

### Câu lạc bộ

#### Dinamo Zagreb
- Prva HNL: 2007–08, 2008–09, 2009–10
- Croatian Football Cup: 2007–08, 2008–09

#### Bayern Munich
- Bundesliga: 2012–13, 2013–14
- DFB-Pokal: 2012–13, 2013–14
- DFL-Supercup: 2012
- UEFA Champions League: 2012–13
- UEFA Super Cup: 2013
- FIFA Club World Cup: 2013

#### Atlético Madrid
- Supercopa de España: 2014

#### Juventus
- Serie A: 2015–16, 2016–17, 2017–18, 2018–19
- Coppa Italia: 2015–16, 2016–17, 2017–18
- Supercoppa Italiana: 2015, 2018

### Quốc tế
- FIFA World Cup: á quân 2018

### Cá nhân
- Prva HNL Player of the Year: 2009
- Sportske novosti Yellow Shirt award: 2008–09
- UEFA Euro Co-Top Scorer: 2012
- Croatian Footballer of the Year: 2012, 2013
- Vatrena krila: 2012
- Croatian Sportsman of the Year: 2013
- FIFA FIFPro World XI 5th team: 2013, 2018
- UEFA Goal of the Season: 2016–17